# Templo de Isis (Baelo Claudia)
El denominado Templo de Isis es un templo romano construido en la ciudad romana de Baelo Claudia. El templo estaba dedicado a la diosa egipcia Isis, denominándose por tanto como Iseo o Iseum. 

## Descripción
El templo estaba emplazado en el foro de Baelo Claudia, junto a los tres templos de la tríada capitolina (Júpiter, Juno y Minerva).
El templo tiene planta rectangular, con unas dimensiones de planta rectangular de 29,85 x 17,70 m, cercado por muro perimetral de 5,50 m de alto que lo aislaba de las personas ajenas a su culto. Tenía una sola entrada por una ancha escalera que terminaba en una puerta de dos hojas. Su planta presentaba los cinco espacios específicos de los Isea: el pórtico, en el exterior; el patio, en el centro; el templo propiamente dicho donde se encontraba la imagen de la divinidad, en el patio; los aposentos de los sacerdotes y una sala de iniciación, en la parte trasera.

## Dedicación
El templo estaba dedicado a la diosa egipcia Isis, la esposa de Osiris. La identificación de este templo es segura, como atestiguan las dos inscripciones que se encontraron en la escalinata del templo durante las excavaciones. El nombre de la diosa aparece grabado en las placas sobre la silueta de los pies en relieve de quien hace la ofrenda: Isidi Dominae.
ISIDI. DO[MINAE]
L(ucius) VECILI[VS]
L(ibens). A(nimo). V(otum) [.S(olvit).]
“A Isis soberana,
Lucius Vecilius
ha cumplido su voto voluntariamente”
[ISIDI D]OMINAE
M(arcus) [SEMP]RONIUS
MAXVMVS V(otum) S(olvit) L(ibens). M(erito).
“A Isis soberana,
Marcus Sempronius
Maximus ha cumplido su voto de buen grado, como es justo”
Estas inscripciones nos revelan o bien el nombre de dos personajes que propiciaron la construcción del templo, o tal vez el de unos duoviri iure dicundo, esto es, los máximos magistrados de la ciudad.